# Maniyar
Maniyar es un pueblo y nagar Panchayat situada en el distrito de Ballia en el estado de Uttar Pradesh (India). Su población es de 19890 habitantes (2011). 

## Demografía
Según el censo de 2001 la población de Maniyar era de 18750 habitantes, de los cuales el 51% eran hombres y el 49% eran mujeres. Maniyar tiene una tasa media de alfabetización del 47%, inferior a la media nacional del 59,5%: la alfabetización masculina es del 57%, y la alfabetización femenina del 36%.